# توماس فرنسيس (لاعب اتحاد الرغبي)
توماس فرنسيس (بالإنجليزية: Tomas Francis)‏ هو لاعب اتحاد الرغبي بريطاني، ولد في 27 أبريل 1992 في يورك في المملكة المتحدة.

## وصلات خارجية
- توماس فرنسيس على موقع دوري الرغبي الممتاز (الإنجليزية)
- توماس فرنسيس عل موقع إسبنسكروم (الإنجليزية)
- توماس فرنسيس على موقع ItsRugby.co.uk (الإنجليزية)